# Torsa Nge Czen Rangdżung Sungkjop
Torsa Nge Czen Rangdżung Sungkjop (ang. Torsa Strict Nature Reserve lub Toorsa Strict Nature Reserve) – rezerwat przyrody w zachodnim Bhutanie.

## Geografia
Rezerwat ten leży na dalekim zachodzie kraju. Zajmuje powierzchnię 609,51, 649,6 lub 644 km². Administracyjnie leży na terenie dwóch dystryktów: Ha i Paro lub Ha i Samce. Od zachodu rezerwat graniczy z Chinami. Część rezerwatu przy granicy znajduje się pod nadzorem wojskowym.
Obszar ten położony jest na wysokościach 1400 do 4800 m n.p.m.. Od strony Tybetu wpływa na jego teren rzeka Amo-czʽu. Wśród zbiorników wodnych wymienić można zespół małych jezior Sinchulungpa.

## Flora i fauna
Obszar ten obejmuje ochroną najdalej na zachód wysuniętą część lasów strefy umiarkowanej w kraju. Występują tu górskie wiecznie zielone lasy liściaste, górskie lasy liściaste zrzucające liście na zimę, górskie lasy iglaste, łąki tropikalne, alpejskie i subalpejskie, subalpejskie i alpejskie zarośla twardolistne oraz zakrzewienia.
Od 2004 BirdLife International uznaje park narodowy za ostoję ptaków IBA. Za gatunki, które zaważyły na tej decyzji uznaje trzy o statusie narażonych na wyginięcie: bekasa himalajskiego (Gallinago nemoricola), dzioborożca rudego (Aceros nipalensis) i pstropióra rdzawosyjego (Arborophila mandellii).
W przeciwieństwie do większości obszarów chronionych w Bhutanie, rezerwat ten nie jest zamieszkany przez ludność.